# بنی‌احک
ابئ اِحِک از قبایل عربستان بود.
در زمان محمد این قبیله پیرو دین ابراهیم بودند و عده ایی هم پیرو دین یهودیت بودند.
این قبیله رابطه دوستانه ای با بنی هاشم و به خصوص محمد داشتند. در زمانی که محمد دین اسلام را تبلیغ کرد رئیس قبیله ابواحک (احک بن ضابر) دعوت پیامبر و قبول کرد اما فوت کرد و بعد از او در قبیله بنی احک کشمکش‌های رخ داد و عده ای از قبیله با محمد همراه شدند و عده ای به نبرد با محمد پرداختند.
سرانجام این قبیله در زمان فتح مکه مسلمان شدند.